# Fort Washington (Manhattan)
Fort Washington era una posición fortificada cerca del extremo norte de la isla de Manhattan, en el punto más alto de la isla, dentro del vecindario actual de Washington Heights, Manhattan, Nueva York (Estados Unidos). El sitio de Fort Washington está incluido en el Registro Nacional de Lugares Históricos.

## Fundación
Durante la defensa de Nueva York por parte de George Washington durante la Revolución Americana, se crearon el Fuerte Washington (y el Fuerte Lee en el lado de Nueva Jersey del río Hudson) para evitar que los británicos remontaran el río y proporcionar una ruta de escape segura. El general Washington evaluó que sería necesaria una defensa de Nueva York contra las fuerzas británicas, pero no creía que tal defensa fuera factible dados los recursos limitados disponibles para las tropas estadounidenses.

## Batalla de Fort Washington
Fort Washington estaba en manos de las fuerzas estadounidenses bajo el mando del coronel Robert Magaw, quien se negó a entregar el fuerte a los británicos. Informó a los británicos que lucharía hasta el último extremo.
Como las fortificaciones sirvieron para restringir el acceso de las fuerzas británicas al norte de Manhattan y al territorio colonial más allá, el general inglés William Howe se movió para apoderarse del fuerte del comando Patriot y así abrir una ruta para extender el control británico de Nueva York. En ese momento, Howe comandaba una fuerza de aproximadamente 8000 hombres, compuesta por hessianos bajo el mando del teniente general Wilhelm von Knyphausen, así como soldados británicos adicionales. El 16 de noviembre de 1776, Howe ordenó un asalto a Fort Washington. En el curso del asalto, más tarde conocido como la Batalla de Fort Washington, las fuerzas de Howe capturaron a 2.838 prisioneros estadounidenses y aseguraron una gran cantidad de suministros. Después de la victoria británico-hessianos, el fuerte pasaría a llamarse Fort Knyphausen.
Los ingleses habían sido asistidos materialmente por uno de los oficiales de Magaw, William Demont, quien el 2 de noviembre había desertado y proporcionado a Howe planos detallados de las fortificaciones estadounidenses y la ubicación de las tropas. Las bajas oficiales estadounidenses incluyeron 53 muertos y 96 heridos, además del resto de la guarnición hecha prisionera. Las tropas británicas y hessianas sufrieron 132 muertos y 374 heridos. Posteriormente, los prisioneros estadounidenses marcharon por las calles de la ciudad de Nueva York, enfrentándose a las burlas y burlas de la gran población lealista de la ciudad. La mayoría de los prisioneros fueron internados en barcos británicos en el puerto de Nueva York, donde más de 2000 murieron de enfermedades, frío o hambre en el crudo invierno. Aproximadamente 800 sobrevivieron para ser liberados en un intercambio de prisioneros al año siguiente.
En esta batalla estuvo Margaret Corbin, una colona de Virginia reconocida como la primera mujer soldado en luchar en el ejército estadounidense. Casada con John Corbin de la Primera Compañía de Artillería de Pensilvania, Margaret limpió, cargó y disparó el cañón de su marido después de que éste muriera en la batalla. Aunque gravemente herida, Margaret sobrevivió al encuentro pero nunca se recuperó por completo de sus heridas, dejándola permanentemente incapaz de usar su brazo izquierdo. Se cree que fue la mujer o una de varias mujeres responsables de inspirar la leyenda de Molly Pitcher.

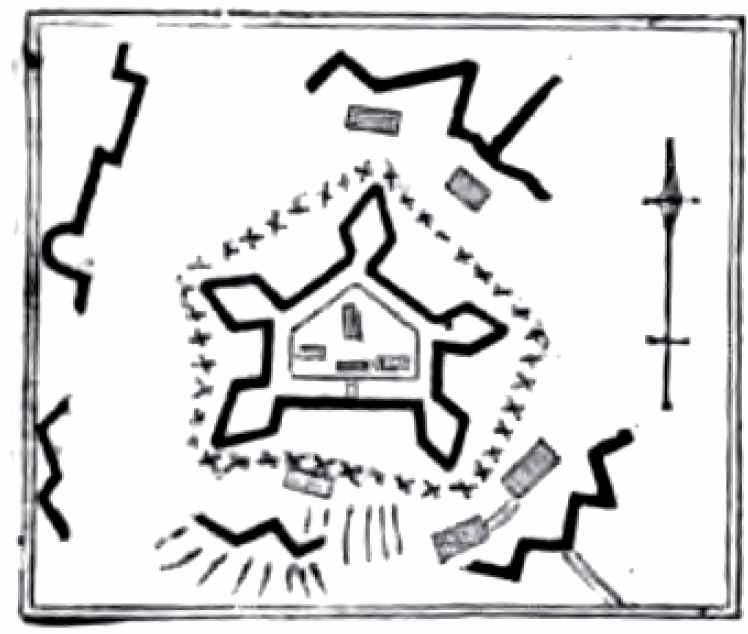
Diseño de Fort Washington de un libro de 1850
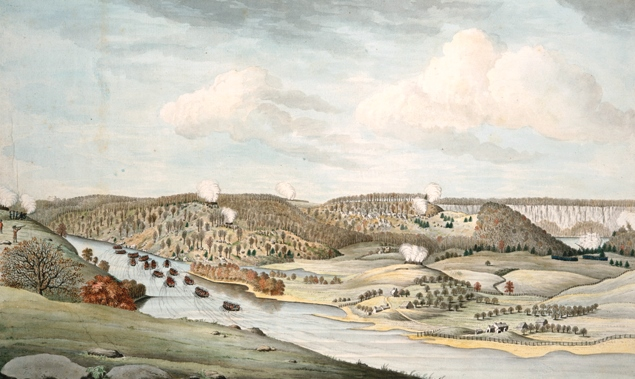
Representación del ataque del 16 de noviembre de 1776
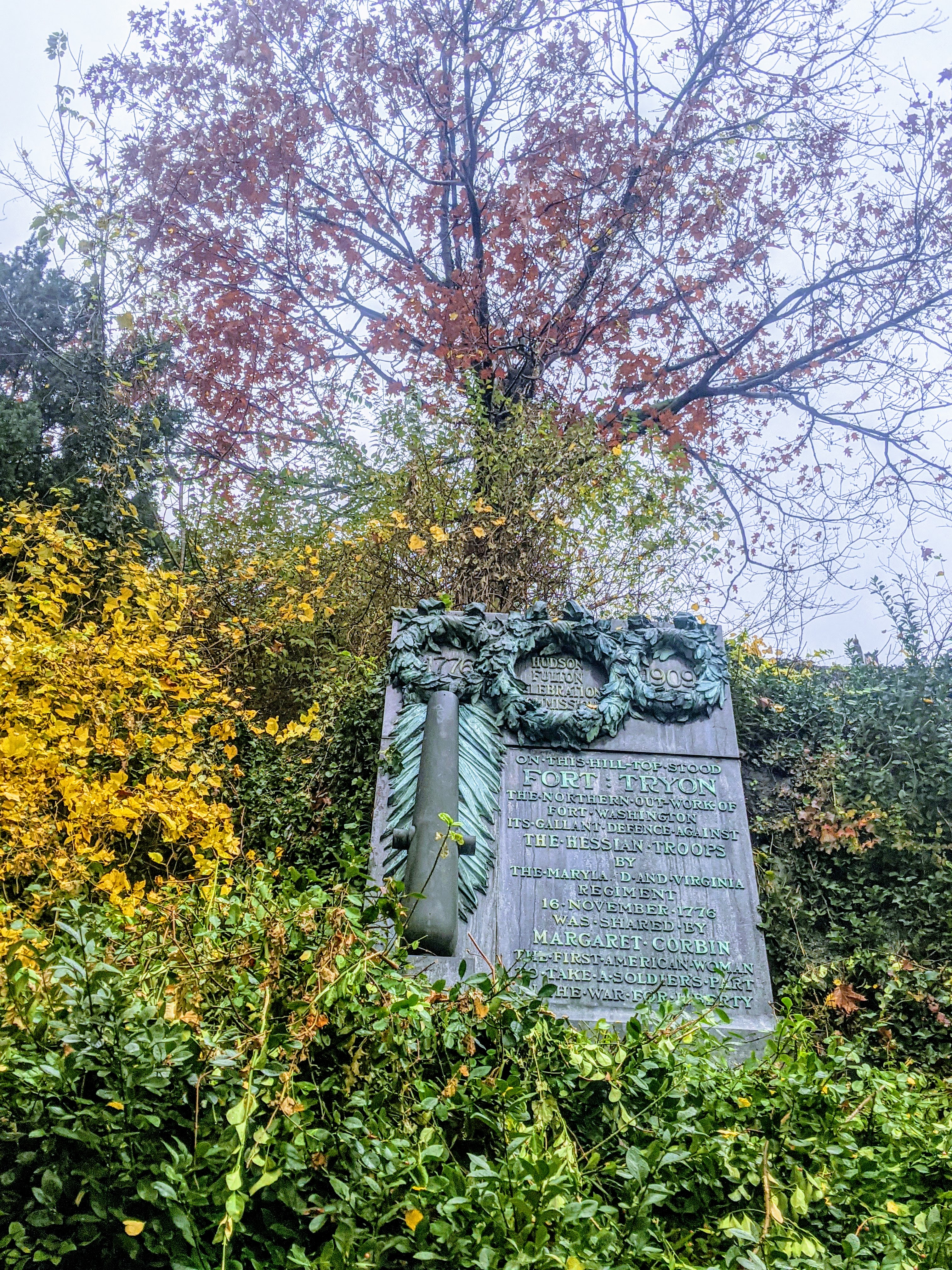
Monumento al Capitán Molly - Fort Tryon Park
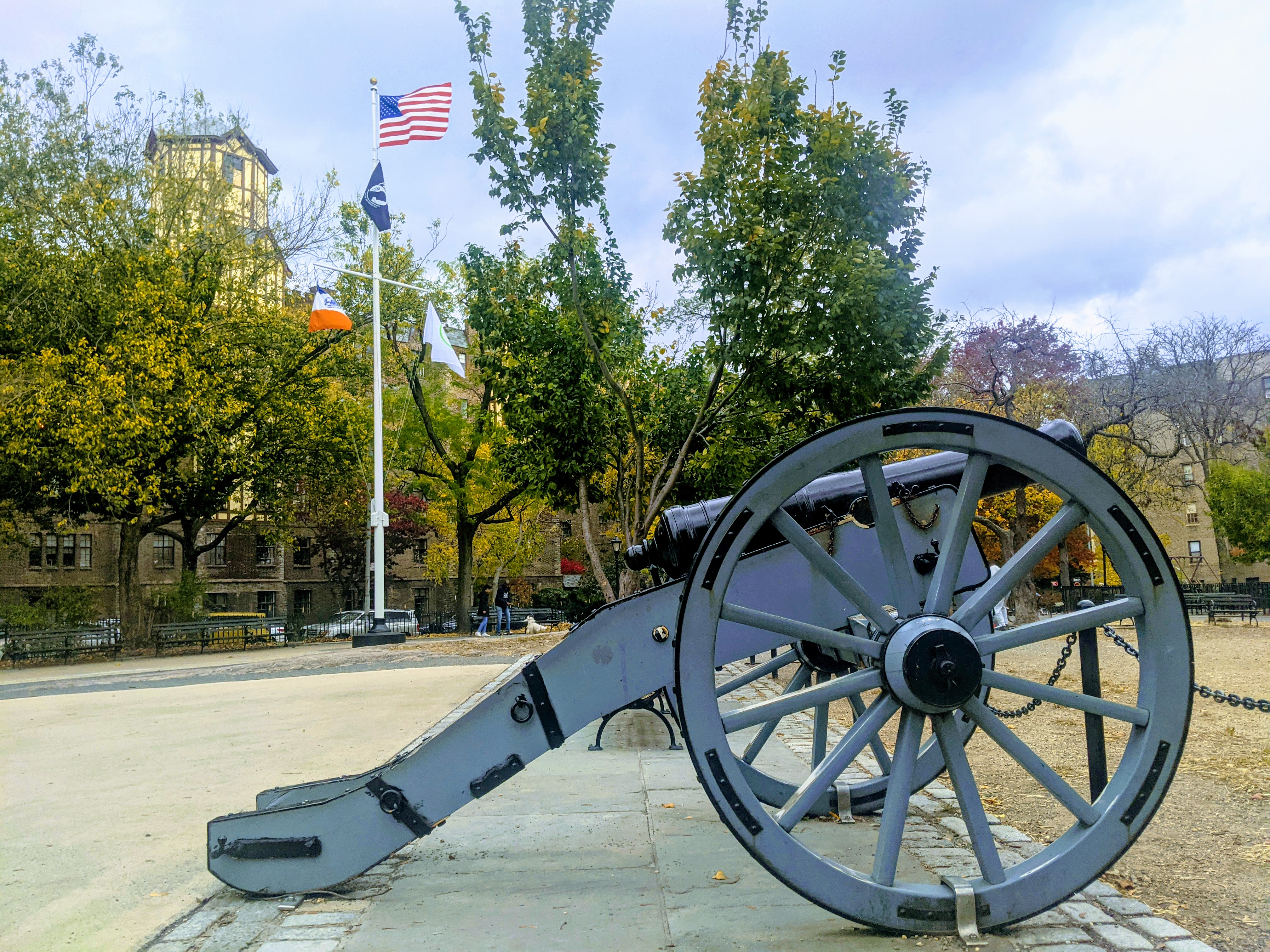
Monumento en Bennett Park - Fuerte Washington

## El sitio en la actualidad
El sitio de Fort Washington ahora es Bennett Park en Fort Washington Avenue entre las calles 183 y 185 Oeste en Washington Heights. Las ubicaciones de los muros del fuerte están marcadas en el parque con piedras, junto con una inscripción. Cerca hay una placa que indica que el afloramiento de esquisto es el punto natural más alto de la isla de Manhattan, una de las razones de la ubicación del fuerte. Bennett Park está ubicado a pocas cuadras al norte del puente George Washington, entre las calles West 179 y 180 Oeste. A lo largo de las orillas del río Hudson, debajo de Henry Hudson Parkway, se encuentra Fort Washington Park y el pequeño punto de tierra llamado alternativamente "Jeffrey's Hook" o "Fort Washington Point", que es el sitio del Little Red Lighthouse.

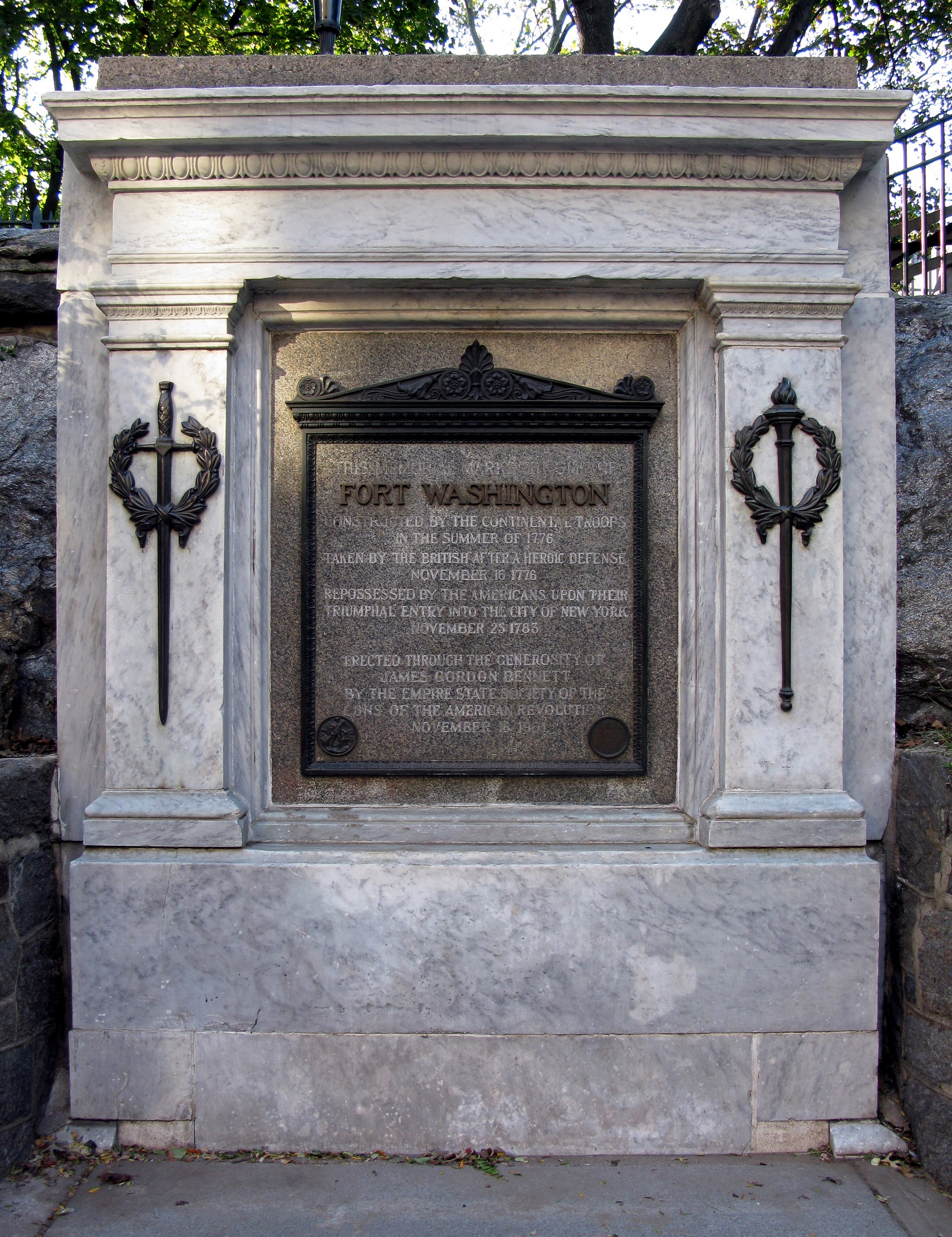
Placa conmemortiva
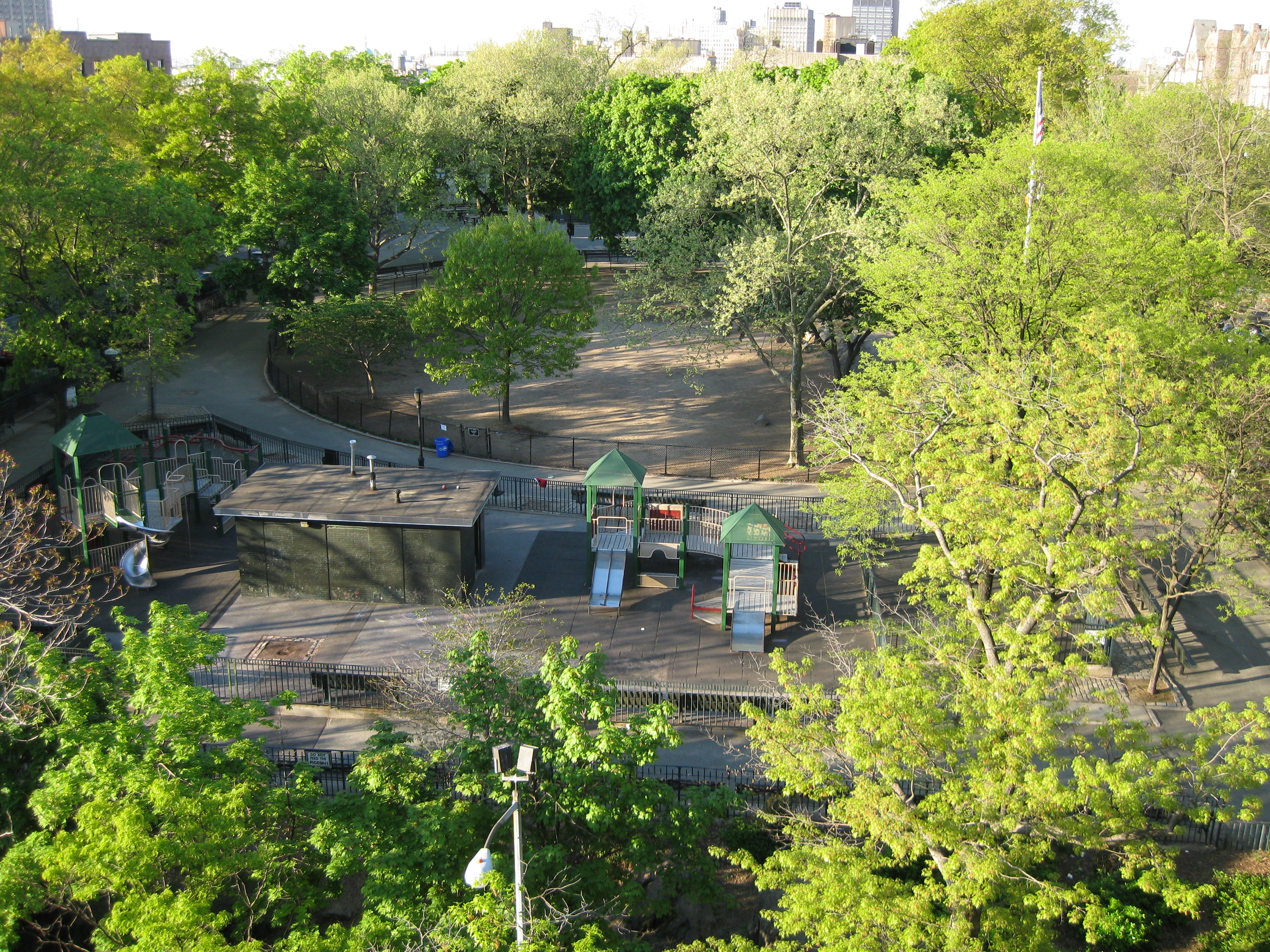
El sitio de Fort Washington en Bennett Park en 2011